# قطعنامه ۱۳۶۷ شورای امنیت
قطعنامه ۱۳۶۷ شورای امنیت سازمان ملل متحد که در تاریخ ۱۰ سپتامبر ۲۰۰۱ تصویب شد، سندی بین‌المللی دربارهٔ بررسی وضعیت در کوزوو است. این قطعنامه طی نشست ۴۳۶۶ام با ۱۵ رای موافق، ۰ مخالف و ۰ ممتنع تصویب شد.